# New England Revolution
New England Revolution är en professionell fotbollsklubb i Boston i Massachusetts i USA som spelar i Major League Soccer (MLS). Hemmamatcherna spelas på Gillette Stadium i staden Foxborough cirka 35 km sydväst om Boston.
Klubbens färger är mörkblått och rött.
Klubben har spelat i MLS sedan starten 1996. Man delar Gillette Stadium med New England Patriots i National Football League. Både Revolution, Patriots och Gillette Stadium ägs av Robert Kraft.
Revolution har aldrig vunnit MLS Cup, men man har förlorat finalen fem gånger –  2002, 2005, 2006, 2007 och 2014. Vidare har klubben en gång vunnit Supporters' Shield, som tilldelas klubben som tagit flest poäng i grundserien, och en gång US Open Cup.
Smeknamnet "Revolution" hänger samman med den amerikanska revolutionen där regionen New England spelade en stor roll.

## Spelartrupp
| Nr | Land      | Pos | Namn                   |
| -- | --------- | --- | ---------------------- |
| 2  | USA       | F   | Andrew Farrell         |
| 3  | USA       | F   | Omar González          |
| 4  | USA       | F   | Henry Kessler          |
| 5  | Kamerun   | MF  | Wilfrid Kaptoum        |
| 7  | Argentina | A   | Gustavo Bou            |
| 8  | USA       | MF  | Matt Polster           |
| 9  | Polen     | A   | Adam Buksa             |
| 10 | Spanien   | MF  | Carles Gil (Lagkapten) |
| 11 | Ghana     | MF  | Emmanuel Boateng       |
| 12 | USA       | A   | Justin Rennicks        |
| 13 | Brasilien | MF  | Maciel                 |
| 14 | USA       | A   | Jozy Altidore          |
| 15 | USA       | F   | Brandon Bye            |
| 17 | USA       | MF  | Sebastian Lletget      |

| Nr | Land   | Pos | Namn                   |
| -- | ------ | --- | ---------------------- |
| 18 | USA    | MV  | Brad Knighton          |
| 19 | Uganda | A   | Edward Kizza           |
| 23 | USA    | F   | Jon Bell               |
| 24 | USA    | F   | DeJuan Jones           |
| 25 | Island | MF  | Arnór Ingvi Traustason |
| 26 | USA    | MF  | Tommy McNamara         |
| 28 | Guam   | F   | A. J. DeLaGarza        |
| 29 | USA    | MF  | Noel Buck              |
| 30 | USA    | MV  | Matt Turner            |
| 34 | USA    | F   | Ryan Spaulding         |
| 36 | USA    | MV  | Earl Edwards Jr.       |
| 72 | USA    | MF  | Damian Rivera          |
| 98 | USA    | MV  | Jacob Jackson          |